# Marsh (Motorrad)

Marsh (1900)

Die Marsh von 1900 war eines der ersten Motorräder in den Vereinigten Staaten. Hersteller war die Motor Cycle Manufacturing Company.

## Beschreibung
Die Gebrüder Marsh produzierten von 1900 bis 1906 in Brockton (Massachusetts) das Fahrrad mit Hilfsmotor. Der Einzylinder-Viertaktmotor war in einen Fahrradrahmen eingehängt (System Motosacoche) und erreichte eine Höchstgeschwindigkeit von 25 mph (etwa 40 km/h). W.T. Marsh fuhr am 2. Juli 1900 die Strecke von Brockton nach  Plymouth (Massachusetts) und zurück in zwei Stunden und 35 Minuten.
Der Motor mit einer Bohrung von 1 7/8 und einem Hub von 2 1/4 Zoll hatte ein gesteuertes Auslassventil, das Einlassventil wurde „automatisch“ durch den Unterdruck des ansaugenden Kolbens geöffnet. Der importierte Longuemare-Vergaser und die Batteriezündung sorgten für die Verbrennung des Kraftstoffs. Das nur 60 Pfund (etwa 30 kg) schwere Motorfahrrad wurde durch eine Kette angetrieben und durch Zündunterbrechung und Rücktrittbremse angehalten. Die weiterentwickelte Marsh von 1902 hatte einen Motor von 244 cm³ Hubraum (Bohrung/Hub: 2 5/8 × 2 3/4 Zoll) und leistete 2¼ hp. 1906 wurde der Hersteller Marsh von dem Magnaten Charles Metz übernommen. Die Motorradproduktion blieb in Brockton unter der Marke Marsh-Metz.